# 바위뛰기펭귄

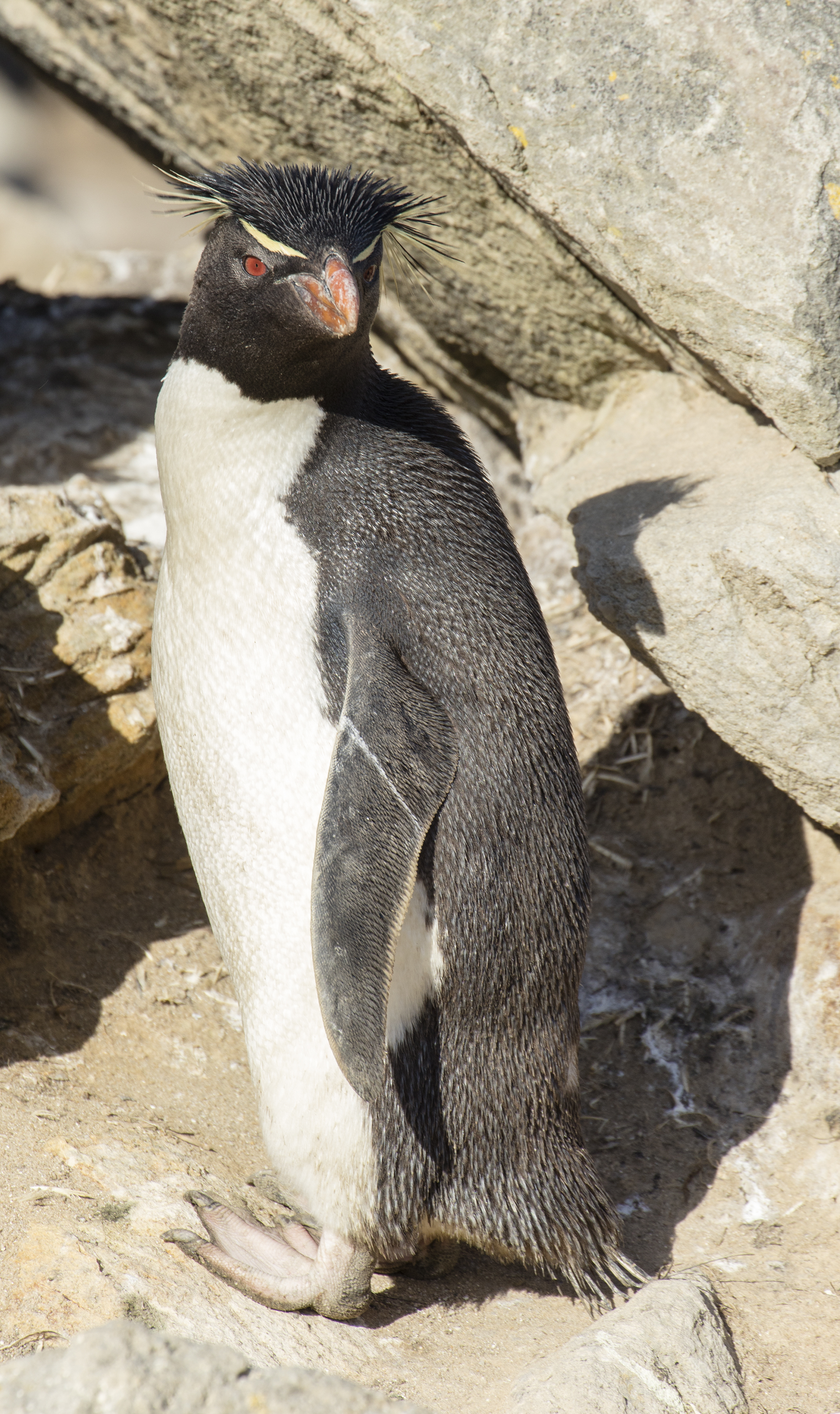

바위뛰기펭귄(rockhopper penguin)은 왕관펭귄속의 펭귄가운데 서로 가까운 펭권들의 분류군을 말한다.
- 남부바위뛰기펭귄 (Eudyptes chrysocome)
  - 서부바위뛰기펭귄 (Eudyptes (chrysocome) chrysocome)
  - 동부바위뛰기펭귄 (Eudyptes (chrysocome) filholi)
- 북부바위뛰기펭귄 (Eudyptes moseleyi)

## 같이 보기
- 마카로니펭귄